# Finale de la Ligue des champions de l'UEFA 1992-1993

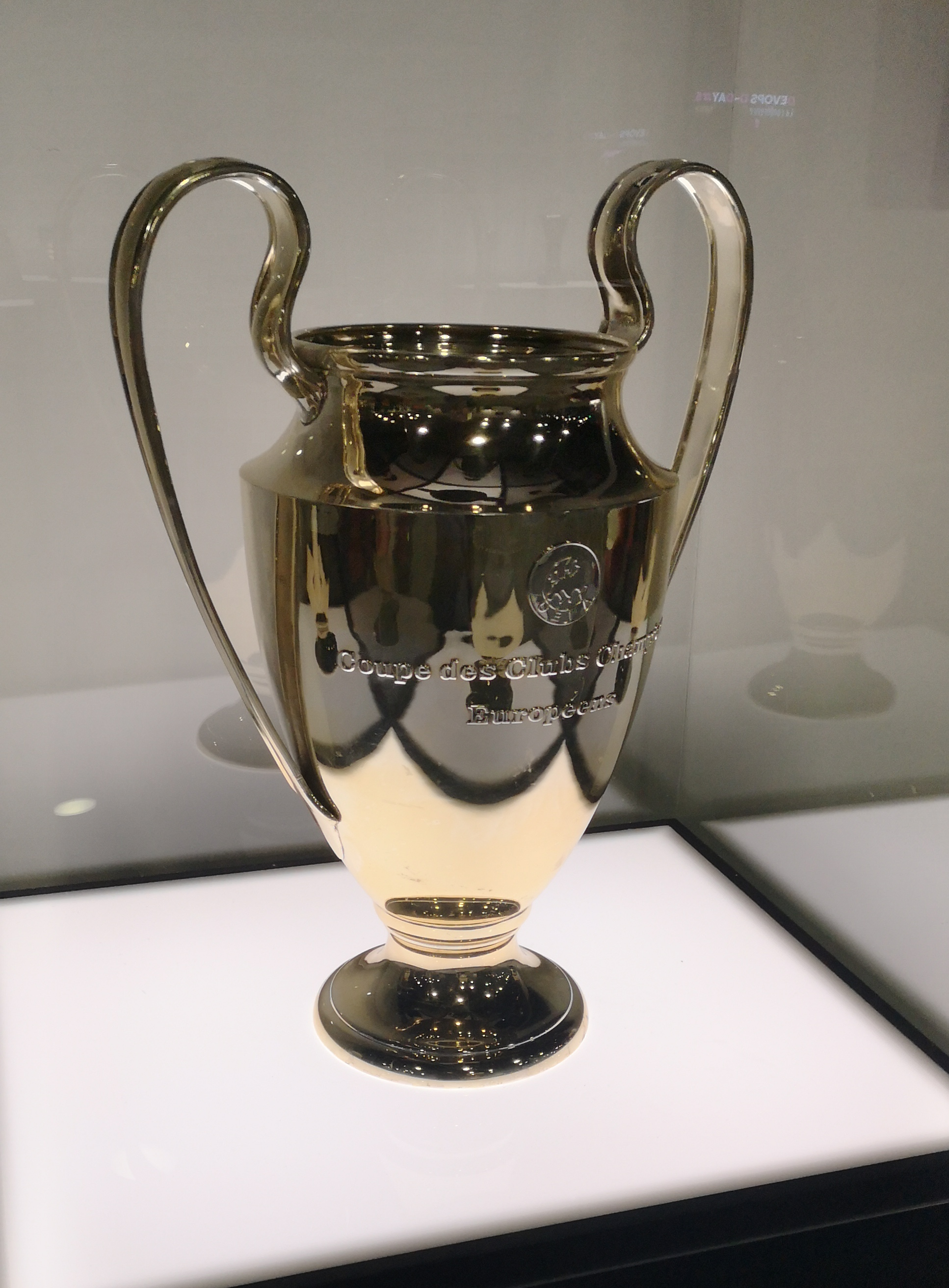
Coupe exposée au stade Vélodrome.

La finale de la Ligue des champions de l'UEFA 1992-1993 oppose l'Olympique de Marseille à l'AC Milan le 26 mai 1993 au stade olympique de Munich, à Munich, en Allemagne. Vainqueur sur le score de 1-0, le club phocéen devient à cette occasion le premier club français à remporter la compétition, 37 ans après sa création, ainsi qu'un trophée continental de football.
On retrouve cette finale en tant que fil rouge du roman 26 mai 1993, chronique enflammée de Giovanni Privitera, publié aux Editions Melmac et paru le 19 mai 2022.
Le buteur de la rencontre Basile Boli a, tout au long du match, des douleurs au genou qu'il soigne depuis plusieurs semaines. À la 40e minute, il demande à être remplacé mais l’entraîneur Raymond Goethals et le président Bernard Tapie n'acceptent pas sa demande. Quatre minutes plus tard, il inscrit le but victorieux.
Jean-Pierre Papin, finaliste malheureux en 1991 avec l'OM, perd sa deuxième finale de C1 en trois ans, contre son ancien club, avec cette fois-ci le club milanais. Il entre en cours de jeu à la 58e minute.

## Parcours des finalistes
Note : dans les résultats ci-dessous, le score du finaliste est toujours donné en premier (D : domicile ; E : extérieur).
| Rang | Équipe                 | Pts | J | G | N | P | Bp | Bc | Diff |
| ---- | ---------------------- | --- | - | - | - | - | -- | -- | ---- |
| 1    | Olympique de Marseille | 9   | 6 | 3 | 3 | 0 | 14 | 4  | +10  |
| 2    | Glasgow Rangers        | 8   | 6 | 2 | 4 | 0 | 7  | 5  | +2   |
| 3    | FC Bruges              | 5   | 6 | 2 | 1 | 3 | 5  | 8  | -3   |
| 4    | CSKA Moscou            | 2   | 6 | 0 | 2 | 4 | 2  | 11 | -9   |

| Rang | Équipe        | Pts | J | G | N | P | Bp | Bc | Diff |
| ---- | ------------- | --- | - | - | - | - | -- | -- | ---- |
| 1    | AC Milan      | 12  | 6 | 6 | 0 | 0 | 11 | 1  | +10  |
| 2    | IFK Göteborg  | 6   | 6 | 3 | 0 | 3 | 7  | 8  | -1   |
| 3    | FC Porto      | 5   | 6 | 2 | 1 | 3 | 5  | 5  | 0    |
| 4    | PSV Eindhoven | 1   | 6 | 0 | 1 | 5 | 4  | 13 | -9   |

## La finale

### Résumé du match
À la 44e minute, Abedi Pelé obtient un corner sur l'aile droite, dont il se charge. Le gaucher tire un ballon brossé rentrant, à hauteur de la ligne des six mètres. Derrière Rudi Völler qui est trop court, Basile Boli saute plus haut que les défenseurs milanais et, du sommet du crâne, propulse le ballon au fond des filets, dans le coin bas opposé, hors de portée du gardien.
Le lendemain, pour sa « Une », le journal sportif L'Équipe met une photo du défenseur marseillais pris en train de s'élever au-dessus de la défense italienne pour inscrire l'unique réalisation de la rencontre. Avant de tirer le coup de pied de coin, l'international ghanéen aurait dit au défenseur français de ne pas se placer au deuxième poteau mais au premier.

### Feuille de match
| 26 mai 1993 | Olympique de Marseille | 1 – 0   | AC Milan | Olympiastadion München, Munich | |
| 20:15 CET   | ( Pelé) Boli 44e       | (1 - 0) |          | Spectateurs : 64 400 Arbitrage : Kurt Röthlisberger Arbitres assistants : Zivanko Popović et Erwin Kreig Quatrième arbitre : Serge Muhmenthaler | Spectateurs : 64 400 Arbitrage : Kurt Röthlisberger Arbitres assistants : Zivanko Popović et Erwin Kreig Quatrième arbitre : Serge Muhmenthaler |
| 20:15 CET   | Rapport                |         |          | Spectateurs : 64 400 Arbitrage : Kurt Röthlisberger Arbitres assistants : Zivanko Popović et Erwin Kreig Quatrième arbitre : Serge Muhmenthaler | Spectateurs : 64 400 Arbitrage : Kurt Röthlisberger Arbitres assistants : Zivanko Popović et Erwin Kreig Quatrième arbitre : Serge Muhmenthaler |

| Marseille | Milan |

|                  |    |                        |     |     |
|                  |    |                        |     |     |
| GK               | 01 | Fabien Barthez         | 70e |     |
| RB               | 02 | Jocelyn Angloma        |     | 62e |
| CB               | 04 | Basile Boli            | 56e |     |
| CB               | 06 | Marcel Desailly        |     |     |
| LB               | 03 | Éric Di Meco           | 31e |     |
| CM               | 05 | Franck Sauzée          |     |     |
| CM               | 07 | Jean-Jacques Eydelie   |     |     |
| CM               | 11 | Didier Deschamps       |     |     |
| LF               | 10 | Abedi Pelé             |     |     |
| CF               | 09 | Rudi Völler            |     | 79e |
| RF               | 08 | Alen Bokšić            |     |     |
| Remplaçants :    |    |                        |     |     |
| GK               | 16 | Pascal Olmeta          |     |     |
| DF               | 13 | Bernard Casoni         |     |     |
| MF               | 12 | Jean-Christophe Thomas |     | 79e |
| MF               | 14 | Jean-Philippe Durand   |     | 62e |
| FW               | 15 | Jean-Marc Ferreri      |     |     |
| Entraîneur :     |    |                        |     |     |
| Raymond Goethals |    |                        |     |     |

|               |    |                       |     |     |
|               |    |                       |     |     |
| GK            | 01 | Sebastiano Rossi      |     |     |
| RB            | 02 | Mauro Tassotti        |     |     |
| CB            | 05 | Alessandro Costacurta |     |     |
| CB            | 06 | Franco Baresi         |     |     |
| LB            | 03 | Paolo Maldini         |     |     |
| RM            | 07 | Gianluigi Lentini     | 39e |     |
| CM            | 04 | Demetrio Albertini    |     |     |
| CM            | 08 | Frank Rijkaard        |     |     |
| LM            | 10 | Roberto Donadoni      |     | 58e |
| CF            | 09 | Marco van Basten      |     | 86e |
| CF            | 11 | Daniele Massaro       |     |     |
| Remplaçants : |    |                       |     |     |
| GK            | 12 | Carlo Cudicini        |     |     |
| DF            | 13 | Stefano Nava          |     |     |
| MF            | 14 | Stefano Eranio        |     | 86e |
| MF            | 15 | Alberigo Evani        |     |     |
| FW            | 16 | Jean-Pierre Papin     |     | 58e |
| Entraîneur :  |    |                       |     |     |
| Fabio Capello |    |                       |     |     |

### Affluence et audience de la finale
Les droits de retransmission de la finale à la télévision sont cédés à près de cent pays, tandis que quarante-cinq membres de l'Union européenne de radiodiffusion diffusent le match en direct. La finale est également suivie dans plusieurs pays africains grâce à Canal France international.
En France, la finale est diffusée sur TF1 qui réalise une audience de 15 177 750 téléspectateurs de tous âges, soit 62,6 % de part de marché.